# Orimarga (Orimarga) sanguinicolour
Orimarga (Orimarga) sanguinicolour is een tweevleugelige uit de familie steltmuggen (Limoniidae). De soort komt voor in het Australaziatisch gebied.